# Aquiles Serdán, Colima
Aquiles Serdán är en ort i Mexiko.   Den ligger i kommunen Ixtlahuacán och delstaten Colima, i den södra delen av landet, 500 km väster om huvudstaden Mexico City. Aquiles Serdán ligger 196 meter över havet och antalet invånare är 403.
Terrängen runt Aquiles Serdán är kuperad åt sydost, men åt nordväst är den bergig. Runt Aquiles Serdán är det ganska tätbefolkat, med 90 invånare per kvadratkilometer. Närmaste större samhälle är Tecoman, 16,0 km sydväst om Aquiles Serdán. I omgivningarna runt Aquiles Serdán växer huvudsakligen savannskog.